# Morti nel 1004
| Questa pagina contiene informazioni ricavate automaticamente dalle voci biografiche con l'ausilio del template Bio e di un bot. L'aggiornamento è periodico e automatico e ricostruisce completamente la pagina. Se manca una persona in questa lista, sei pregato di non aggiungerla, ma accertati piuttosto che la sua voce biografica contenga il template Bio e che i dati anagrafici siano correttamente compilati. Se il template Bio manca, inseriscilo tu stesso o, in alternativa, metti l'avviso {{tmp\|Bio}} che ne segnala la mancanza. Se i dati riportati sono sbagliati, correggi direttamente la voce biografica; le modifiche saranno visibili in questa lista entro pochi giorni. Per chiarimenti vedi il progetto biografie. La lista contiene solo le 10 persone che sono citate nell'enciclopedia e per le quali è stato implementato correttamente il template Bio. Pagina aggiornata al 30 gen 2025. |

- 25 gennaio - Giselher di Magdeburgo, vescovo cattolico tedesco
- 11 luglio - Tebaldo II di Blois, conte
- 26 settembre - Nilo da Rossano, abate e santo italiano (n. 910)
- 4 novembre - Ottone I di Carinzia, nobile tedesco
- 13 novembre - Abbone di Fleury, abate e filosofo francese (n. 945)
- Adelaide d'Aquitania, regina francese
- Enrico di Walbeck, nobile tedesco
- Giovanni IV di Napoli, duca (n. 977)
- Guido I di Mâcon, conte (n. 982)
- Mansone I di Amalfi, principe longobardo